# トム・レボルスタ
トム・レボルスタ（Tom Levorstad、1957年7月5日 - ）はノルウェー出身の元スキージャンプ選手。1970年代末から1980年代初めに国際大会で活躍した。

## プロフィール
レボルスタはアーケシュフース県クロクスタにあるクラブKråkstad ILでジャンプ競技を行い、1979年にナショナルAチームに召集された。
1979-1980シーズンのスキージャンプ週間でワールドカップにデビューしたが第4戦ビショフスホーフェンの37位が最高だった。1月20日にサンダーベイ（カナダ）で5位になると、2月10日には自己最高の3位になるなど7戦連続してトップテン入りして総合12位となった。
翌1981年のスキーフライング世界選手権でヤリ・プイッコネン、アルミン・コグラーに次いで3位となり銅メダルを獲得、同年のノルウェー選手権90m級ではロゲル・ルートに次いで2位となった。
1982年3月7日にラハティで14位となったのを最後に現役を引退した。